# Oriol Pujol i Ferrusola
Oriol Pujol i Ferrusola (Barcelona, 20 de desembre de 1966) és un expolític català que fou secretari general de Convergència Democràtica de Catalunya (2012-2013). És fill del qui fou president de la Generalitat Jordi Pujol i Soley i de Marta Ferrusola.

## Biografia
Exalumne de l'Escola Thau i de l'Escola Costa i Llobera i llicenciat en Veterinària, ha fet un màster en direcció i administració d'empresa a l'IESE. Ha treballat en l'àmbit de la consultoria en el sector privat. Ha estat cap del gabinet tècnic del Departament de la Presidència de la Generalitat de Catalunya (1993-1996), director general d'Afers Interdepartamentals del Departament de la Presidència (1996-1998) i director general d'Afers Interdepartamentals i de Relacions amb el Parlament del Departament de la Presidència (1998-1999).
Posteriorment ha estat regidor per CiU a l'Ajuntament de Barcelona (1999-2000), secretari general del Departament d'Indústria, Comerç i Turisme de la Generalitat de Catalunya (2000) i secretari general del Departament de Treball, Indústria, Comerç i Turisme (2002).
Ha estat elegit diputat per Barcelona a les eleccions al Parlament de Catalunya de 2003, 2006 i 2010. L'octubre de 2007 fou nomenat portaveu de CiU al Parlament de Catalunya, en substitució de Felip Puig, que va rebre l'encàrrec d'Artur Mas d'ocupar-se del projecte de la refundació del catalanisme des de la mateixa direcció de CDC. El seu nomenament com a portaveu parlamentari de CiU va significar un pas important per la seva carrera política i li donà més projecció pública.
El desembre de 2010 fou designat president del grup parlamentari de CiU al Parlament de Catalunya, després de la victòria de CiU a les eleccions catalanes. El 16 de gener de 2011 va ser elegit secretari general adjunt de Convergència Democràtica de Catalunya en substitució de Felip Puig que des del mes de desembre de 2010 encapçalava el Departament d'Interior de la Generalitat. En el si del Congrés de CDC celebrat el 2012, el 24 de març va resultar escollit secretari general del mateix agafant el relleu d'Artur Mas, que passà a presidir la federació nacionalista.
Fou membre del consell assessor de la Fundació Centre d'Estudis Jordi Pujol.
Està casat amb Anna Vidal i Maragall, amb qui té tres fills.

## Ideologia
A Convergència Democràtica de Catalunya, Oriol Pujol se l'ubica al sector sobiranista, del qual també forma part el mateix Felip Puig. Aquest sector va apostar en el seu moment per Artur Mas, llavors conseller d'Economia i Finances de la Generalitat de Catalunya, com a nou candidat de CiU a la presidència de la Generalitat a les eleccions de 2003 en substitució de Jordi Pujol, president de la Generalitat de Catalunya de 1980 a 2003. També se'l considera membre del "pinyol" de CDC juntament amb Felip Puig, Francesc Homs i David Madí entre d'altres.
Després de les eleccions al Parlament de Catalunya de 1999, Oriol Pujol va signar un document junt amb el col·lectiu Sinapsi en el que es defensava un pacte estable de govern entre CiU i ERC. En aquest mateix document es defensava una renovació del catalanisme i la necessitat que CiU aconseguís de nou l'espai central de l'electorat. Aquesta posició va xocar amb la del seu pare, el president Jordi Pujol, que va apostar per traslladar l'acord de governabilitat a què havien arribat el PP i CiU a l'Estat espanyol també a Catalunya, fet que va garantir que després de les eleccions de 1999 CiU pogués aconseguir governar en minoria sense l'entrada de cap altra formació política al govern.

## Cas ITV
El juliol de 2012 es va conèixer, a través de diversos mitjans de comunicació, que un informe de l'Agència Tributària el situa com a «col·laborador necessari» d'una trama empresarial que va intentar arreglar concursos de concessió relacionats amb les estacions de la Inspecció Tècnica de Vehicles (cas ITV). La Generalitat de Catalunya va falsificar diverses factures per pagar 72.000 euros a Josep Tous, número dos de la Diputació de Barcelona i home de confiança que Oriol Pujol havia posat al capdavant de l'operació per anul·lar l'últim concurs d'ITV que havia realitzat el tripartit i dissenyar un nou mapa d'estacions de La Generalitat.
La Fiscalia de Barcelona va demanar la imputació del secretari general de CDC, Oriol Pujol, per la seva presumpta vinculació amb la suposada trama de càrrecs públics i empresaris del sector de les ITV a Catalunya per a l'adjudicació irregular d'aquestes estacions. Arran de la imputació per tràfic d'influències, deixà les seves funcions al partit i al grup parlamentari de CiU.
El juliol de 2014 dimití definitivament dels seus càrrecs polítics. El 17 de gener de 2019 va entrar finalment a la presó de Brians 2 per complir els dos anys i mig de condemna. Després de 65 dies a la presó, surt en llibertat amb el tercer grau el dia 22 de març.